# Jim McDermott
James Adelbert McDermott, detto Jim (Chicago, 28 dicembre 1936), è un politico statunitense, membro della Camera dei Rappresentanti per lo stato di Washington dal 1989 al 2017.

## Biografia
Nato a Chicago, McDermott compì gli studi di medicina, laureandosi in psichiatria.
Nel 1970, dopo l'adesione al Partito Democratico, McDermott fu eletto alla Camera dei Rappresentanti dello stato di Washington. Nel 1972 cercò di farsi eleggere governatore, ma perse le elezioni.
Nel 1974 ottenne un seggio al senato di stato, dove rimase per dodici anni. Nel 1980 cercò di nuovo di diventare governatore e riuscì a sconfiggere la governatrice in carica Dixy Lee Ray nelle primarie democratiche, ma perse le elezioni generali. Nel 1984 McDermott ritentò l'impresa ma fu sconfitto nelle primarie.
Nel 1987 abbandonò la politica per recarsi in missione in Africa, ma nel 1988 tornò negli Stati Uniti per candidarsi alla Camera dei Rappresentanti. Vinse poi le elezioni con il 71% delle preferenze.
Da allora McDermott fu sempre rieletto, anche quando il Partito Repubblicano ottenne un'ampia maggioranza al Congresso. Nel 2016 annunciò il suo ritiro dalla politica e lasciò il seggio dopo ventotto anni, venendo succeduto dalla compagna di partito Pramila Jayapal.
McDermott è un progressista e fa parte del Congressional Progressive Caucus.